# Asynarchus contumax
Asynarchus contumax là một loài Trichoptera trong họ Limnephilidae. Chúng phân bố ở miền Cổ bắc.